# Jean Mille
Pour les articles homonymes, voir Mille.
Jean Mille est un acteur français de théâtre et de cinéma du milieu du XXe siècle.

## Biographie
Jean Mille effectue l'essentiel de sa carrière au théâtre. Au début des années 1910, il tourne ainsi en France et en Afrique du Nord. Absent de la scène lors de la Première Guerre mondiale, en 1921 il fait partie des tournées Baret et dans les années 1930 de la troupe du théâtre de l'Alhambra à Alger.

## Filmographie
- 1919 : La Destinée de Jean Morénas, de Michel Verne : Jean Morénas[2]
- 1948 : Colomba, d’Émile Couzinet
- 1949 : Trois marins dans un couvent, d’Émile Couzinet
- 1950 : Le Don d'Adèle d'Émile Couzinet
- 1950 : Un trou dans le mur d’Émile Couzinet
- 1951 : Trois vieilles filles en folie, d’Émile Couzinet
- 1952 : Buridan, héros de la tour de Nesle, d'Émile Couzinet
- 1952 : Le Curé de Saint-Amour d’Émile Couzinet
- 1953 : La Famille Cucuroux d’Émile Couzinet
- 1954 : Le Congrès des belles-mères, d'Émile Couzinet